# Ákos Varga
Ákos Varga (* 12. Dezember 1987) ist ein ungarischer Badmintonspieler. 

## Karriere
Ákos Varga wurde 2006 ungarischer Juniorenmeister sowie 2012 nationaler Meister bei den Erwachsenen in Ungarn. 2004 bis 2008 und 2010 siegte er bei den Mannschaftsmeisterschaften.

## Sportliche Erfolge
| Saison | Veranstaltung                | Disziplin | Platz | Partner       |
| ------ | ---------------------------- | --------- | ----- | ------------- |
| 2002   | Hungarian Nationals U17 2002 | MD        | 1     | Henrik Tóth   |
| 2004   | Hungarian Nationals U17 2004 | XD        | 1     | Orsolya Varga |
| 2004   | Hungarian Nationals U19 2004 | MD        | 1     | Henrik Tóth   |
| 2004   | Hungarian Nationals U17 2004 | MS        | 1     |               |
| 2005   | Hungarian Nationals U19 2005 | MD        | 1     | Henrik Tóth   |
| 2006   | Hungarian Nationals U19 2006 | XD        | 1     | Orsolya Varga |
| 2011   | Hungarian Nationals 2011     | XD        | 1     | Orsolya Varga |